# Patrick Wey
Patrick Wey, född 21 mars 1991, är en amerikansk professionell ishockeyspelare som spelar för Washington Capitals i NHL. Han har tidigare spelat på lägre nivåer för Hershey Bears i AHL och Reading Royals i ECHL.
Wey draftades i fjärde rundan i 2009 års draft av Washington Capitals som 115:e spelare totalt.